# リバース (湊かなえの小説)
『リバース』は、湊かなえによる日本の推理小説。2013年11月号から2014年12月号まで雑誌『小説現代』に連載され、2015年5月20日に講談社から単行本が刊行された。第37回吉川英治文学新人賞の候補作。2017年3月15日には講談社文庫版が刊行された。
湊にとって、長編小説で初めて男性を主人公にした作品であり、編集者にお題を出されて結末を書いた初めての作品。
2017年にTBSでテレビドラマ化された。
2020年、講談社が運営するtreeにて、コロナ禍の日本を舞台にした企画「Day to Day」がリレー連載され、5月30日に掌編「4月30日」（副題：リバース・それから）が公開された。11月15日には、smash.で梶裕貴による朗読が配信された。この掌編は、2021年3月25日に発売された単行本『Day to Day』に収録されている。

## プロット作成過程
本作は、編集部からお題（小説の最後の一行をほとんど既定する）を出されそれに応える形で書かれた。湊は小説現代2015年6月号著者インタビューで「こういう驚きが成立する事件とはどういう状況で起こるだろうかと、そこからプロット作りに入っていきました。」と述べている。

## あらすじ
平凡なサラリーマンの深瀬和久は、行きつけのコーヒー店「クローバー・コーヒー」で、越智美穂子と出会う。やがて2人は付き合うようになり、穏やかだった日常が華やぎ始める。しかし交際から3ヶ月ほど経ったある日、美穂子の職場に「深瀬和久は人殺しだ」という手紙が届く。美穂子に問い詰められた深瀬は、過去に自身が経験したある出来事について語り始める。
3年前の夏、当時大学4年生だった深瀬は、大学のゼミ仲間の村井隆明・谷原康生・浅見康介・広沢由樹らと共に長野県と新潟県の境に位置する斑丘高原に旅行に行くことになる。しかし当日、メンバーの一人・村井が遅れて到着することになり、深瀬・谷原・浅見は広沢が飲酒していることを知りながら、悪天候の中の夜の山道を、彼一人で車で村井を迎えに行かせた。しかし、広沢は道中で事故に遭い、帰らぬ人となってしまう。警察から事情聴取を受けた深瀬を含む4人は、当時の状況は説明したものの飲酒運転の事実に関しては今まで隠し続けていた。
話を聞いた美穂子は怒り、深瀬のもとを去ってしまうが、その後も深瀬は変わらない日常を送る。ところが、浅見ら他のゼミ仲間にも「〇〇は人殺しだ」という同様の告発文が届いていたことが判明し、さらには谷原が線路に突き落とされる事件が発生する。そこで深瀬は、告発文を送った犯人を突き止めるため、広沢の死によって自分たちに恨みを持つ人物、そして広沢という人物についても調べることにするが･･･。

## 登場人物
深瀬和久（ふかせ かずひさ）
本作の主人公。事務機器メーカー・ニシダ事務機株式会社の営業マンとして働く。
趣味はコーヒーを楽しむことで、特技は美味しいコーヒーを淹れること。自宅の近所にある「クローバー・コーヒー」に毎日通っている。コーヒーには蜂蜜を入れて飲む。
酒が全く飲めない体質。
子供の頃から大人しい性格で、運動も得意ではなかったため、学校では常に目立たない存在で友人も少なかった。そのため、自己肯定感が低く、人付き合いが苦手な自分に対して今でも劣等感を抱いている。勉強の家庭の事情で進学校に通うことができず、周囲と打ち解けられないままコンプレックスを抱いていた。大学4年次にゼミで出会った広沢が初めての親友。
事件当時は運転免許未取得。飲酒状態の広沢に迎えに行かせることに内心では反対していたが、言い出すことはできず、酔い覚ましに蜂蜜を入れたコーヒーを持たせて送り出した。
越智美穂子（おち みほこ）
深瀬の恋人。パン屋「グリムパン」で勤務している。
「クローバー・コーヒー」で深瀬と知り合い、交際を始める。しかしある日、職場に「深瀬和久は人殺しだ」と書かれた告発文が届き、深瀬に思い当たることはないか問い詰める。深瀬から過去の事件について打ち明けられるが、その事実を受け入れることは出来ず、距離を置く。
広沢由樹（ひろさわ よしき）
深瀬のゼミ仲間で親友。
体格が良く、運動神経が良い。優しく、誰に対しても気遣いのできる性格。そばアレルギーである。好物はカレー。卒業後の就職に積極的ではなく、海外を旅したいと言っていた。
3年前の旅行で、飲酒状態で車で村井を迎えに行った際、ガードレールを突き破って谷底に転落し、死亡する。遺体は翌日に崖下で焼死体として発見された。
浅見康介（あさみ こうすけ）
深瀬のゼミ仲間。楢崎高校の社会科教師。
深瀬とは、仕事関係で度々顔を合わせる。
事件当時、免許を取得していたものの飲酒をしていたため、将来を案じて自分が運転することは断り、代わりに広沢に迎えに行くよう促した。事件以降、禁酒している。
車に告発文を貼られた上にビールをかけられるが、学校では飲酒沙汰で大会出場停止になった運動部生徒の仕業ではということになっていた。村井によると、広沢に家庭教師の仕事を奪われたことがあった。
木田瑞希（きだ みずき）
浅見の同僚。国語教師。
村井隆明（むらい たかあき）
深瀬のゼミ仲間。父親は県議会議員。
3年前の旅行の提案者で、叔父が所有する別荘にゼミ仲間を招待する。ところが旅行の前日に交通事故に遭ったために日中は旅行に同行できず、夜になって遅れて到着することになり、その際仲間に車で迎えに来るよう頼むが、免許を持つ浅見と広沢が飲酒していることを理由に断られる。それに対して、自分が旅行の手配を行ったことを引き合いに出して怒り、無理やり迎えを要求する。
浅見と谷原を疑い、広沢の事故の第一発見者である彼らが飲酒運転を隠蔽するために車を燃やしたのかもしれないと思っている。
谷原康生（たにはら やすお）
深瀬のゼミ仲間。商社に勤める。大学時代、広沢と同じ野球チームだった。明るくて機転がきくグループのリーダー的存在。一方で、我が強く強引なところなある。
事件当時は運転免許未取得。電話で村井から迎えを要求され、最初は断りタクシーを勧めたものの村井の怒りを受けて断ることができず、最終的に浅見か広沢のどちらかに迎えに行くよう頼む。
中盤、駅のホームへ突き落とされる。かすり傷で済んだものの精神的にダメージを負い家から出られなくなる。
広沢の父
愛媛でみかん農家を営む。
息子の追悼文集を作ってもらうため、深瀬に息子の同級生らを紹介する。息子の海外行きを反対したことを後悔している。
広沢の母
息子にコーヒーに蜂蜜を入れる飲み方を伝え、みかんの蜂蜜を仕送りしていた。
古川にゼミ仲間の連絡先を教える。
松永陽一（まつなが よういち）
小学校時代、広沢と同じ少年野球チームだった。
広沢の運動神経の良さを語り、彼の運転ミスに疑問を抱いている。
上田麻友（うえだ まゆ）
広沢とは小中高同じ学校に通っていた。
深瀬に小中高の卒業アルバムを貸す。
吉梅あおい（よしうめ あおい）
麻友の友人。広沢とは高校の同級生。
正義感の強い性格で、間違ったことは許せず、思ったことをそのまま口にする。
広沢に片思いしていたが、彼は透明な人で告白すれば誰でも付き合うだろう、自分みたいな嫌われ者の色に染まってほしくないと思い、身を引いた。
岡本翔真（おかもと しょうま）
広沢の高校の同級生。バレー部のキャプテン。
広沢が高校時代に自分たちのような活動的なグループではなく、暗い古川と仲良くしていたことを不思議に思う。
古川大志（ふるかわ たいし）
広沢の親友で高校の同級生。大学進学時に広沢と上京し、違う大学に通いながら同じアパートに住んでいた。
深瀬と自分は似ていると語る。
池谷博之（いけたに ひろゆき）
谷原と同じ野球チーム。
谷原が突き落とされる前の状況を深瀬に教える。

## 書籍情報
- 単行本：2015年5月20日発売[1]、講談社、ISBN 978-4-06-219486-0
- 文庫本：2017年3月15日発売[3]、講談社文庫、ISBN 978-4-06-293586-9
- 『Day to Day』（「リバース・それから」を収録）
  - 単行本：2021年3月25日発売[8]、講談社、ISBN 978-4-06-521842-6
  - 単行本【愛蔵版】：2021年3月25日発売[10]、講談社、ISBN 978-4-06-521843-3

## テレビドラマ
2017年4月14日から6月16日までTBS系「金曜ドラマ」枠で放送された。主演は藤原竜也。
キャッチコピーは「僕の親友を殺したのは誰だ？」。

### 制作
金曜ドラマ枠における湊かなえ作品のドラマ化はこれが3作目。過去2作『夜行観覧車』（2013年1月期）、『Nのために』（2014年10月期）の制作チームが今作にも携わっている。ドラマでは原作の続きも描き、オリジナルストーリーの結末を原作者の湊が書き下ろす。結末がドラマオリジナルとはいえ、ミステリー作品であるため放送中には視聴者の間で原作のネタバレが問題視された。
公式サイトのタイトル下には「birth:Re:verse」と書いてあり、反転（Reverse）と再生（Rebirth）の意味も持つ。物語は主人公・深瀬和久が恋人・越智美穂子と出会う「現在（2017年）」を軸に、深瀬の親友・広沢由樹の失踪事件が発生した「10年前（2007年）」の大学時代のエピソードを織り交ぜながら進行する。告発文の送り主を突き止めるミステリー要素に加え、大学時代それほど仲良くなかったゼミ仲間らが友情を築いていく人間ドラマを群像劇で描く。
2017年2月7日、長野県でクランクイン。1、2話の雪山のシーンは、ドラマでは珍しくほぼすべてロケで行った。
主題歌「Destiny」は、ドラマのプロデューサーである新井順子のオファーによって、歌手デビュー10周年のシェネルが担当した。偶然にも湊の作家デビューも10周年であった。「インパクトとキャッチーさを備え」たメロディーと「物語に寄り添った」歌詞がドラマに大きな影響を与えていると評され、楽曲は音楽配信ランキングで1位を獲得したほか、歌詞検索サイトのランキングや、USENのリクエストで上位にランクインした。

### キャスト

#### 主要人物
深瀬和久〈32〉
演 - 藤原竜也
主人公。有名大学を卒業するも、自分には価値がないとコンプレックスを抱き、美味しいコーヒーを淹れることだけが取り柄の冴えない人生を送ってきた。お人良しで涙もろく間が悪い。見なくてもいい場面を目にすると浅見・隆明・康生から評される。元々人付き合いが苦手で大学時代まで友人と呼べる存在がなく常に孤立していた。大学4年次にゼミ仲間の広沢と初めて親友になるが、卒業旅行で彼を失う。ニシダ事務機に勤務。転職先を探していたが、第5話にて勤務先が突然倒産して失職した。
10年前の事件当日、広沢が蕎麦アレルギーであることや、彼に渡したコーヒーに入れた蜂蜜が蕎麦を使っていたことを知らなかった。そのことに気付き最終話では自責の念から大量の酒を飲んで体調を崩してしまうが、自宅に訪ねてきた小笠原の看病のほか、美穂子や仲間たちの励ましの言葉にて立ち直り、仲間たちと共に広沢の両親に全ての真実を打ち明けて謝罪した。エピローグにて輸入食品会社への再就職を果たすと、大阪で働く美穂子に会いに行った。
越智美穂子〈30〉
演 - 戸田恵梨香
深瀬の恋人。旧姓は河部。パン屋「グリムパン」で働く。彼女曰く「心が狭い」性格が災いし、人間関係に苦労している。入院中の母の看護を機会に実家の大阪へ戻ることを考える。
広沢の元恋人。広沢の高校の2学年下の後輩で、短大進学のため上京した際に大学3年の広沢と再会して交際に発展する。しかし父の不労により両親が離婚したため、大学4年になっても卒業後の進路をはっきりさせない広沢に不信感を抱き距離を置く。事故から10年が経ち引っ越し準備の際に、かつて広沢から届いた卒業旅行時のお土産の手紙を読んで、彼が最期を共にしたゼミ仲間らに会ってみたいと思うようになる。彼らに良い印象を持ち、中でも広沢と親しかった深瀬には好意を抱くが、しだいに彼らは広沢の死を反省していないと感じるようになる。そこでストーカーが深瀬宅にした「人殺し」の張り紙を見て、深瀬たちに告発文を送りつけることを思いつく。その後8話では一方的に深瀬に別れを告げ、谷原を突き落としたことを警察に話した。美穂子本人は深瀬を騙したことを負い目に再会する資格などないと思っていたが、引越し当日に駆けつけた深瀬の告白を聞き和解。彼に励ましの言葉や再会の誓いを伝えた。エピローグでは地元大阪のパン屋で働いており、再就職を果たした深瀬と再会する。
浅見康介〈32〉
演 - 玉森裕太（Kis-My-Ft2）
深瀬のゼミ仲間。高校の社会科担当の真面目な熱血教師。ある朝、自車に「浅見康介は人殺し」という告発文を貼られて、それを拡散されたことから生徒達に疑いの目を向けられる。広沢の飲酒運転を悔いて禁酒しており、サッカー部の飲酒沙汰を追及する。その後「有給休暇」として生徒達と距離を置くよう校長らから指示される。
10年前の事故現場で隆明に似た人影を目撃しており、彼が広沢の事件に関わっているのではと疑っている。一方で康生とともに自身も事故現場の血痕を隠蔽していた。最終回では教職に復帰している。
広沢由樹〈享年22〉
演 - 小池徹平
深瀬の親友でゼミ仲間。野球が得意で何をやらせても卒なくこなす。孤立している人を見ていられず手を差し伸べる心優しい性格で、断ることがなかなかできないため周囲から誤解を受けることもあった。卒業後は就職せず海外に行きたいと話していた。10年前の旅行中行方不明となり、半年後に白骨遺体が見つかる。旅行当日は運転免許取得から日が浅い上に飲酒運転だった。
遺体が発見された地点と、広沢が運転していたとされる車の事故現場が10kmほど離れていたことから、警察関係者の中には「事故に見せかけた殺人事件」を疑う者もいたが、捜査は突然打ち切られ広沢の死因は「事故死」と結論づけられた。彼の飲酒運転を知っているのはゼミ仲間の深瀬ら5人だけ。遺族と対面した深瀬たちは口裏を合わせていた訳ではなかったものの彼の飲酒のことを話さなかった。
蕎麦アレルギー。蕎麦の蜂蜜入りコーヒーによるアナフィラキシーショックで崖から転落した可能性に気付いた深瀬に衝撃を与える。しかし小笠原の調査によって、アレルギーで倒れる直前に窃盗団が村井の車を盗もうとしている現場に遭遇し、1人でそれを止めようとしたこと、窃盗団が倒れた彼を救護していれば助かっていた可能性があることが判明する。
村井隆明〈32〉
演 - 三浦貴大
深瀬のゼミ仲間。県議会議員である父の第二秘書として働く。有力議員の娘である香織と政略結婚させられ、夫婦生活は破綻している。議員の沼淵ことはと不倫していたが、関係が公となったため彼女に別れを告げた。その後香織に離婚届を手渡した。
10年前に深瀬達に旅行を提案した張本人だが、旅行の前日に事故を起こし当日の集合時間に遅刻していた。妹・明日香と一緒に宿泊先近くの駅まで電車で向かい、車で送迎に来るよう深瀬達に電話で一方的に呼び掛けた。その後タクシーをつかまえるが、広沢が飲酒運転だという浅見からの電話を受け途中下車し、広沢が運転していたとみられる車が川で爆発炎上するのを見た。その後広沢の車の事故現場で何かを隠蔽する浅見と康生を目撃した。
第5話にて行方不明となるが、実は香織に監禁されていることが判明し、その後甲野によって救出される。最終回では父に後を継がず自分で道を決めると宣言した。
村井明日香 → 谷原明日香〈27〉
演 - 門脇麦
隆明の妹。康生の妻。兄の同級生・広沢に高校生のころ片思いしており、10年前の旅行に同行した。またこのころから康生に見初められており、彼が広沢を快く思わない原因となっていた。隆明が10年前の事件で何かを隠していることに疑問を抱いており、スキャンダルを抱えている父にも懐疑的。
谷原康生〈33〉
演 - 市原隼人
深瀬のゼミ仲間。大手商社に入社し、学生時代から好きだった明日香と結婚し一児をもうけた。上司からパワハラを受けて本社勤務を外されたことを周囲に言えずにいた。草野球の帰りに駅のホームから突き落とされて意識不明の重体に陥る。回復後は家族のため本社復帰を目指して前向きに働く。最終話では上司からのパワハラと不当な人事異動が露見し、上司からの謝罪を大きな心で受け止めた。

#### 深瀬の関係者
井塚
演 - 水野智則
深瀬の会社の上司。
遠藤彩花
演 - 杉咲花
深瀬が再就職した先の従業員。

#### 美穂子の関係者
小菅敏郎
演 - 黒田浩史
「グリムパン」店長。
越智浩子
演 - いしのようこ
美穂子の母。大阪記念病院に入院している。
成瀬慎司
演 - 窪田正孝
美穂子が大阪で働きはじめたパン屋の顧客。

#### 浅見が勤めている高校関係者
森下泉〈23〉
演 - 藤本泉
浅見のクラスの副担任。国語教師。浅見を慕い、出入り業者だが彼の知人という深瀬にも親しく話す。
藤崎莉子〈17〉
演 - 山口まゆ
浅見の生徒。浅見を信頼し、サッカー部の飲酒沙汰で浅見が「有給休暇」を取らされたことに納得していない。浅見を「あさみん」と呼んで慕っている。深瀬にサッカー部の飲酒を目撃させる。
相良了平〈17〉
演 - 鈴木仁
浅見の生徒。サッカー部キャプテン。部全体で飲酒沙汰を起こすが、処分を免れるため飲んでいたのはノンアルコールだと主張する。部の伝統である飲酒を理由とした大会出場停止に納得できず、しばらくは浅見の授業をサボっていた。しかし浅見から10年前の出来事を聞かされ、どこかやりきれない気持ちはあったもののその後は授業に出席するようになる。
相良成行
演 - 堀部圭亮
浅見の生徒・相良了平の父。
種田
演 - 桜井聖
浅見の勤務先の副校長。
畠山
演 - 牧村泉三郎
浅見の勤務先の教師。

#### 広沢家
広沢忠司〈65〉
演 - 志賀廣太郎
広沢の父。愛媛でみかん農家を営む。事件の真相を聞いた時は深瀬たちを責めず、息子が生きて何をしていたかを教えるよう頼んだ。
広沢昌子〈57〉
演 - 片平なぎさ
広沢の母。息子の事故死を受け入れられず、小笠原と接触する。息子のいた神奈川や、事故現場の長野にしばしば訪れる。事件の真相を聞かされて深瀬たちを拒絶したが、小笠原の説得によって前向きに生きることを決める。

#### 広沢の高校時代の仲間
古川大志
演 - 尾上寛之
広沢の高校時代の親友。漁協で働く。広沢を親友だと思っていたが、自分は彼に釣り合う人間ではないと感じて一方的に絶縁した。
松永陽一
演 - 山崎裕太
広沢の幼馴染。深瀬と浅見のため地元の友人を集める。気さくで子煩悩。
岡本翔真
演 - 平野良
広沢の高校時代の親友。同窓会に紛れた深瀬と浅見に対してひどく罵った。
川本友里
演 - 夏菜
八王子記念病院の看護師。愛称は「カワちゃん」。広沢の高校の後輩で元恋人。告白されたら断れない性格の広沢に嫌気がさして別れた。
好印象な広沢を良く思う友人を見てきた深瀬にとって、初めて広沢を悪く言った人物で、彼女曰く「誰にでも優しい人は時に人を傷つけ、本当は知らない顔だっていっぱいあるのに人はみんな自分の見たいところしか見ない」といくつもの顔を使い分けて人は生きている事を深瀬に再認識させた。

#### 村井隆明の関係者
村井明正〈70〉
演 - 村井國夫
隆明・明日香の父。神奈川県議会議員。不正融資疑惑で週刊誌に追われている。いまだ頼りない息子に苛立つ。10年前、広沢の飲酒運転を相談してきた隆明に、車を爆破して証拠を隠滅するよう指示し、警察捜査の早期終了を根回しした。甲野の起こした問題の責任を追われ、明日香からも不祥事や10年前の事件の証拠隠滅を理由に絶縁を迫られるが事件解決後は家族関係修復の兆しを見せている。
村井香織〈26〉
演 - 趣里
隆明の妻。過去に大臣も務めた有力議員の娘。彼が国会議員になることを見込んでお見合い結婚したが、姉妹の夫より劣る地位で覇気や出世欲が感じられない隆明に失望している。家事はせず家はゴミが散乱している。隆明を監禁していたが甲野に救出されたことで錯乱状態に陥っていた。最終回にて隆明と離婚する。
甲野伸之〈52〉
演 - 山崎銀之丞
村井の第一秘書。第二秘書である隆明に不満を抱いており、県議の地盤を継ぐのは自分だと考えていた。広沢の事故がスキャンダルとして公になるのを恐れるあまり独断で関係者の口封じを行い、村井県議からクビを言い渡される。
沼淵ことは〈42〉
演 - 篠原ゆき子
隆明と不倫関係。神奈川県議会の女性議員。心身ともに夫のモラハラを受け疲弊していたときに隆明と知り合い、惹かれていった。不倫が報道されて隆明から別れを告げられたため、マスコミの前で不倫関係は事実無根であると釈明した。

#### 谷原の関係者
谷原七海〈3〉
演 - 古田結凪
康生・明日香の娘。パパが大好き。深瀬を呼び捨てにする。
下村
演 - 六角慎司
谷原の勤務先本社の直属上司。
藤堂
演 - 平賀雅臣
谷原の勤務先本社の部長。
宮内
演 ‐ 長部努
谷原の勤務先本社の同僚。

#### クローバーコーヒー
乾恭子〈48〉
演 - YOU
クローバーコーヒーのマスターの妻。お人良し。深瀬と美穂子の交際を後押しする。深瀬に教わってからコーヒーに蜂蜜を入れるのにハマっている。
乾圭介〈48〉
演 - バッファロー吾郎A
クローバーコーヒーのマスター。恭子の夫。

#### その他
宮田
演 ‐ 増田修一朗
神奈川県大和田西署刑事。
倉島
演 ‐ 渡辺憲吉
長野北署刑事課長。
二階堂
演 - 谷田部俊
巡査。
小笠原俊雄〈65〉
演 - 武田鉄矢
ジャーナリスト。長野県警の元刑事で、広沢失踪事件の担当だった。失踪事件の翌春、事件が「事故」として処理され、また運転免許センターへの異動の内示が出されたことで上司に激しく反発し退職。それ以来妻子とは別れている。
村井明正県議の不正を調べる中、10年前の広沢失踪事件の関係者である隆明の名前を見つけ、彼やゼミ仲間らが事件の「真相」を知っているのではと4人の前に頻繁に現れるようになる。広沢の飲酒運転を告白した深瀬と協力関係になるが、事件が公になることを危惧した甲野の指示でチンピラに襲撃される。
その後も事件の調査を続け、10年前の窃盗事件で逮捕された犯人が逃走用車両として村井の車を盗もうとし、それを止めようとした広沢がアレルギー症状で倒れたのを放置したこと、逃走中に事故を起こして車を乗り捨てたことを突き止める。事件解決後はジャーナリストを辞め、新しい人生を見つけると決めた。

### スタッフ
- 原作 - 湊かなえ『リバース』（講談社）
- 脚本 - 奥寺佐渡子、清水友佳子
- 音楽 - 横山克
- 主題歌 - シェネル「Destiny」（作詞：松尾潔、作曲：川口大輔）[21]
- 編成 - 橋本孝、辻有一
- 演出 - 塚原あゆ子、山本剛義、村尾嘉昭
- プロデューサー - 新井順子
- 制作 - ドリマックス・テレビジョン、TBS

### 放送日程
| 話数                                                                        | 放送日  | サブタイトル                                    | 脚本       | 演出       | 視聴率 |
| --------------------------------------------------------------------------- | ------- | ----------------------------------------------- | ---------- | ---------- | ------ |
| 第1話                                                                       | 4月14日 | 親友の死に隠された秘密…復讐は十年後に始まった   | 奥寺佐渡子 | 塚原あゆ子 | 10.3%  |
| 第2話                                                                       | 4月21日 | 罪の告白…十年前に起こった雪山の悲劇             | 奥寺佐渡子 | 塚原あゆ子 | 06.3%  |
| 第3話                                                                       | 4月28日 | ついに犠牲者が…! 迫りくる告発者の影             | 奥寺佐渡子 | 塚原あゆ子 | 10.5%  |
| 第4話                                                                       | 5月05日 | 犯人は女?ホーム転落…次の犠牲は誰だ              | 奥寺佐渡子 | 山本剛義   | 08.6%  |
| 第5話                                                                       | 5月12日 | 彼女に襲いかかる魔の手…そしてまた一人が消える!  | 清水友佳子 | 村尾嘉昭   | 09.0%  |
| 第6話                                                                       | 5月19日 | 第2章開幕…新たな容疑者!愛媛に隠された親友の謎   | 奥寺佐渡子 | 山本剛義   | 07.4%  |
| 第7話                                                                       | 5月26日 | ラスト7分衝撃の展開!告発犯の正体が明らかに…!    | 清水友佳子 | 村尾嘉昭   | 07.3%  |
| 第8話                                                                       | 6月02日 | 最悪の復讐劇…告発犯の真の目的とは!?             | 奥寺佐渡子 | 塚原あゆ子 | 07.5%  |
| 第9話                                                                       | 6月09日 | ついに明かされる真犯人!親友を殺したのはアイツだ | 清水友佳子 | 山本剛義   | 10.4%  |
| 最終話                                                                      | 6月16日 | 誰も知らない本当の結末…今夜すべてが明かされる   | 奥寺佐渡子 | 塚原あゆ子 | 10.2%  |
| 平均視聴率08.8%（視聴率はビデオリサーチ調べ、関東地区・世帯・リアルタイム） |         |                                                 |            |            |        |

- 第1話は、22時 - 23時9分の15分拡大放送。

### 関連商品
- ランチパック （山崎製パン）ランチパック×リバース コラボ商品
  - オリジナルブレンドコーヒー&板チョコ（2017年4月19日 - 6月19日）[29]
  - カツとカレー（5月12日 - 6月19日）[30]
- オリジナル・サウンドトラック（2017年6月7日、ソニーミュージックエンタテインメント）ASIN B06XX8WTTY JAN 4571217143003

### 受賞
- 第8回コンフィデンスアワード・ドラマ賞（2017年4月期） - 作品賞、脚本賞（奥寺佐渡子、清水友佳子）[31]
  - 審査員からは現在と過去を交互に描くストーリーが、視聴者からはキャスティングや主題歌が評価された[19]。
- 第93回ザテレビジョンドラマアカデミー賞（2017年4 - 6月クール） - 最優秀作品賞、主演男優賞（藤原竜也）、脚本賞（奥寺佐渡子、清水友佳子）[32]
- TV Stationドラマ&アニメ大賞 - 2017年助演男優賞（玉森裕太）[33]

| TBS 金曜ドラマ                         | TBS 金曜ドラマ                       | TBS 金曜ドラマ                               |
| 前番組                                 | 番組名                               | 次番組                                       |
| -------------------------------------- | ------------------------------------ | -------------------------------------------- |
| 下剋上受験 （2017年1月13日 - 3月17日） | リバース （2017年4月14日 - 6月16日） | ハロー張りネズミ （2017年7月14日 - 9月15日） |